# Eleição para prefeito de Seattle em 2009
A eleição para prefeito da cidade americana de Seattle em 2009 aconteceu em 18 de agosto e 9 de novembro de 2009.

## Candidatos
- Mike McGinn
- Joe Mallahan[1]
- Greg Nickels
- James Donaldson
- Jan Drago[2]
- Elizabeth Campbell
- Kwame Garett
- Norman Sigler

## Primeiro Turno
| Nome               | Votos   | %      |
| ------------------ | ------- | ------ |
| Mike McGinn        | 39.097  | 27,71% |
| Joe Mallahan       | 37.933  | 26,88% |
| Greg Nickels       | 35.781  | 25,36% |
| James Donaldson    | 11.478  | 8,13%  |
| Jan Drago          | 10.154  | 7,20%  |
| Elizabeth Campbell | 3.485   | 2,47%  |
| Kwame Garett       | 1.479   | 1,05%  |
| Norman Sigler      | 1.247   | 0,88%  |
| Votos Brancos      | 461     | 0,31%  |
| Comparecimento     | 146.568 | 38,60% |

## Segundo Turno
| Candidato      | votos   | %      |
| -------------- | ------- | ------ |
| Mike McGinn    | 96.514  | 50,88% |
| Joe Mallahan   | 91.575  | 48,28% |
| Votos Brancos  | 1.605   | 0,85%  |
| Comparecimento | 188.089 |        |